# Lucien Rosengart

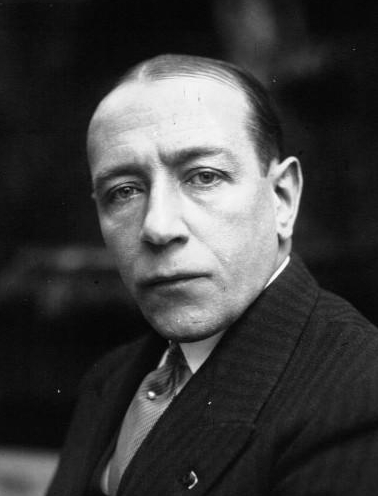
Lucien Rosengart (1928)

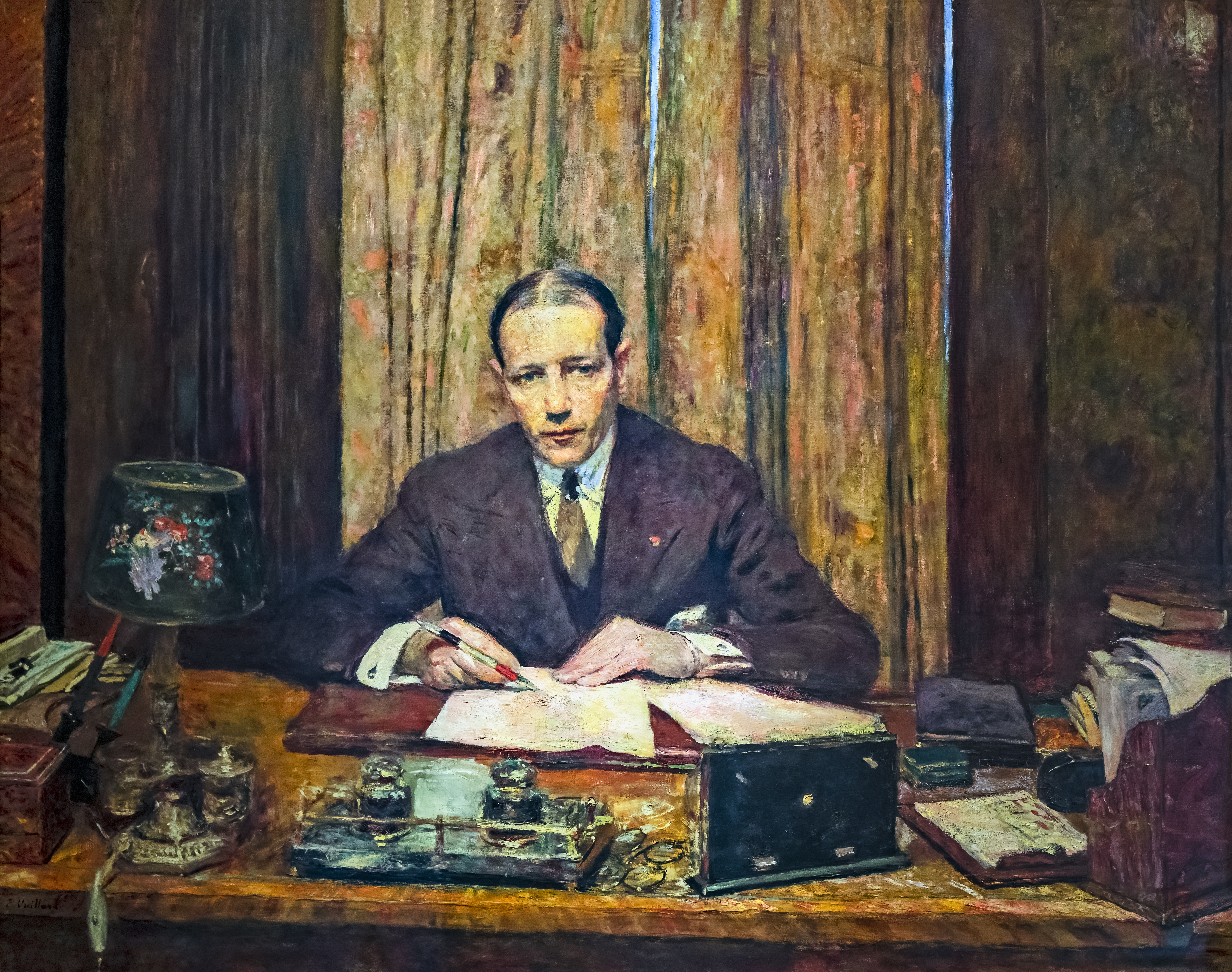
Édouard Vuillard: Lucien Rosengart an seinem Arbeitstisch (1930)

Lucien Rosengart (* 11. Januar 1881 in Paris; † 27. Juli 1976 in Villefranche-sur-Mer bei Nizza) war ein französischer Ingenieur und Industrieller, der unter anderem durch die eigene Automarke Rosengart bekannt wurde.

## Leben
Seine Jugend wurde von Fuhrwerken und dem Beginn des automobilen Zeitalters geprägt. Mit 12 Jahren begann er als Mechaniker zu arbeiten, und mit 24 Jahren hatte er schon eine mechanische Werkstatt in Belleville und besaß verschiedene Patente. 1914 bot er unter anderem Ersatzteile für Eisenbahnen und Fahrräder an sowie eine Rakete, die es ermöglichte, Artilleriegeschosse in der Luft zur Explosion zu bringen. So wurde die französische Regierung auf ihn aufmerksam und er bekam zwei Fabriken unterstellt, eine in Paris und eine in Saint Brieuc. Damals begann er seine Arbeit mit André Citroëns Unternehmen, das die Geschosse lieferte. Ende des Ersten Weltkrieges war er ein erfahrener Geschäftsmann geworden und half sowohl Citroën als auch Peugeot, drohende Konkurse abzuwehren. Der Umgang mit diesen beiden Automobilherstellern regte Rosengart an, selbst Automobile zu bauen, nachdem er schon Fahrräder herstellte.
1927 kaufte er die ehemalige Bellanger-Fabrik in Neuilly und stellte in Lizenz den britischen Austin Seven als „Rosengart LR2“ her. Zu Beginn der 1930er Jahre baute er auch Fahrzeuge in Lizenz der deutschen Adlerwerke. 1937 bot er sein elegantes „Supertraction“-Modell an.
Als Rosengart 1936 selbst in finanzielle Schwierigkeiten kam, überführte er sein Unternehmen in die „Société Industrielle de l’Ouest Parisien“. Während der deutschen Besatzung 1940 bis 1944 wurde seine Fabrik zerstört, aber das Unternehmen überdauerte den Zweiten Weltkrieg. Rosengart verbrachte die Kriegsjahre unter dem Namen Lagrave in den französischen Pyrenäen, nahe der Ortschaft Tarbes. Dort arbeitete er auch für die Untergrundregierung. Nach den Kriegsjahren versuchte er an die erfolgreichen Vorkriegsjahre anzuknüpfen und wieder Automobile herzustellen. Das gelang ihm jedoch nicht und 1955 musste er seinen Betrieb schließen. Danach widmete er sich der naiven Malerei.
Im Juli 1976 starb er in seinem Haus in Frankreich. 
Sein Grab liegt auf dem Friedhof Montrouge bei Paris.